# 안성 북산리 석조여래입상
안성 북산리 석조여래입상은 경기도 안성시 서운면 북산리,  서운산성 및 좌성사 근방 서운정 옆에 있는 석불이다. 2002년 2월 19일 안성시의 향토유적 제43호로 지정되었다.

## 개요
서운면 북산리에 있는 석조여래입상은 서운산성 및 좌성사 근방 서운정 옆에 위치하고 있으며, 불상은 187cm의 입상(立像)으로 주형거신광(柱形巨身光)과 동일석으로 만들어졌다. 불상은 거의 환조(丸彫)에 가깝고, 머리에 비하여 불신(佛身)이 작아 길고 세장(細長)한 느낌을 준다. 
불상은 남향을 하고 있으며, 법의는 통견(通絹)이며, 시무외(施無畏)·여원인(與願印)의 수인(手印)을 하고 있다. 조성시기는 고려시대로 추정된다.

## 참고 문헌
- 서운 북산리 석조여래입상 - 안성문화관광 - 시지정문화재